# Villa d’Avalos

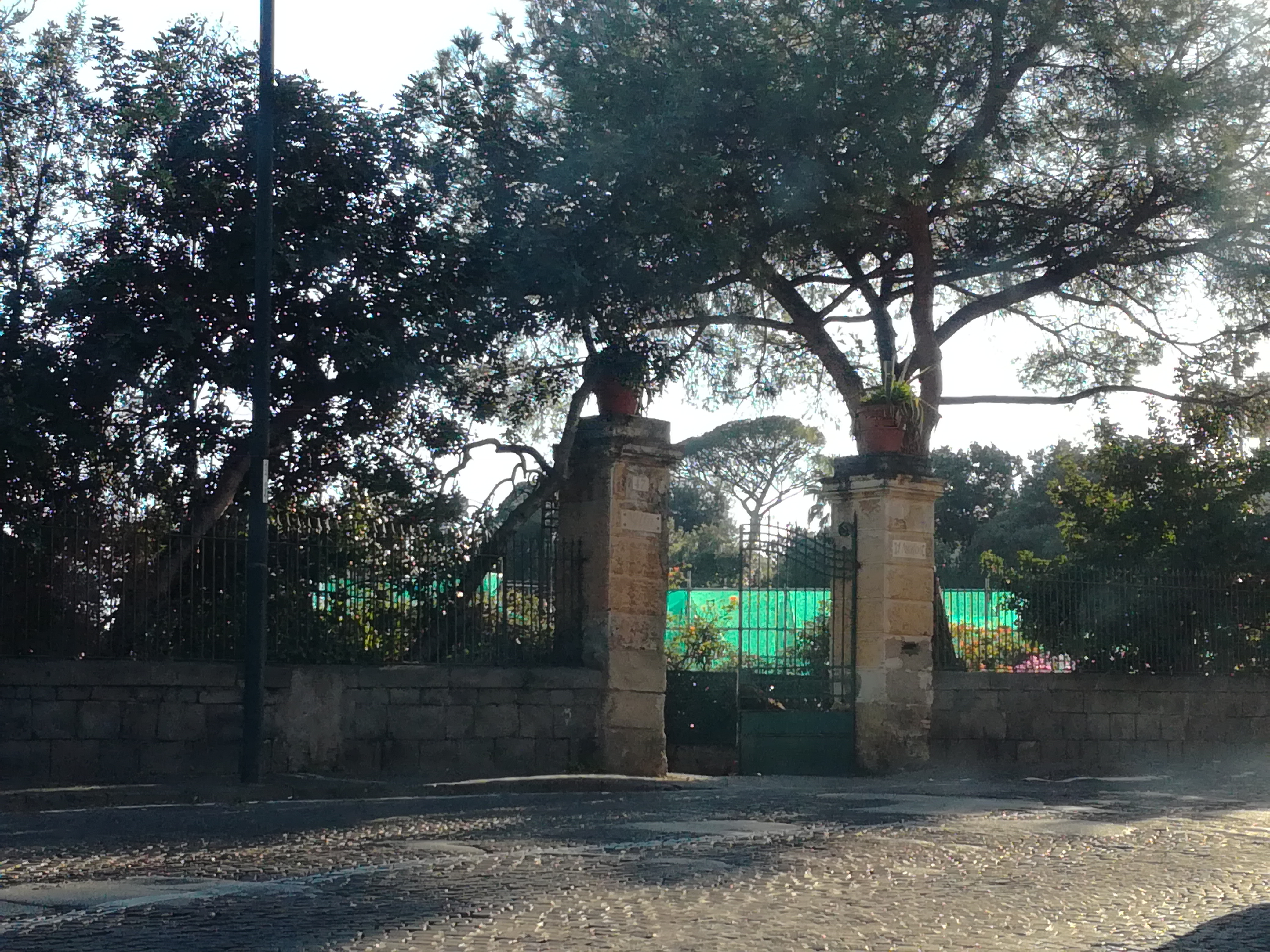
Eingang zu Villa d’Avalos von der Via Posillipo aus.

Die Villa d’Avalos ist ein Landhaus aus dem 19. Jahrhundert im Viertel Posillipo von Neapel in der italienischen Region Kampanien. Es liegt an der Via Posillipo, 47.

## Geschichte
Das Landhaus liegt neben einem alten Gebäude aus altrömischer Zeit und ist nach dem Herzog Carlo d’Avalos benannt, der es 1936 kaufte.
1845 kaufte es zunächst die Markgräfin von Salza, Luisa Dillon, die Witwe von Admiral Strachan, eine Engländerin von Geburt und Neapolitanerin durch Adoption. Sie gelangte in den Besitz weiterer, weitläufiger Zonen an der Küste und leitete etliche architektonische Umgestaltungen ein, durch die sie sichtbar verbessert wurden.
Später erhielt das Landhaus die Namen weiterer Eigentümer, wie z. B. den des Wissenschaftlers Étienne-Jules Marey, der für seine Forschungen zur Bewegung berühmt wurde und Freund von Anton Dohrn, dem Gründer der zoologischen Station Neapel, war. Es hatte auch andere Namen, wie z. B. Villa Ravà, Villa Pavoni usw.